# Phaonia suecica
Phaonia suecica är en tvåvingeart som beskrevs av Ringdahl 1947. Phaonia suecica ingår i släktet Phaonia och familjen husflugor. Arten är reproducerande i Sverige. Inga underarter finns listade i Catalogue of Life.